# Cauquenes (província)
A Província de Cauquenes é uma província do Chile localizada na região de Maule. Possui uma área de 3.027,2 km² e uma população de 57.088 habitantes (2002). Sua capital é a cidade de Cauquenes. 
Limita-se a norte com a Província de Talca; a oeste com o Oceano Pacífico; a leste com a Província de Linares; a sul com a Província de Ñuble, na VIII Região.

## Comunas
A província está dividida em 3 comunas:
- Cauquenes
- Chanco
- Pelluhue